# Albrecht Beutel
Albrecht Beutel (* 13. Januar 1957 in Göppingen) ist ein deutscher evangelischer Theologe und seit 1998 Professor für Kirchengeschichte an der Westfälischen Wilhelms-Universität in Münster. 

## Leben
Beutel studierte von 1976 bis 1982 Evangelische Theologie, Germanistik und Philosophie in Tübingen und Zürich, 1981 erhielt er sein erstes Staatsexamen für das Lehramt an Gymnasien, 1982 legte er seine Erste kirchliche Dienstprüfung bei der Württembergischen Landeskirche ab. Nach zweijähriger Tätigkeit als Lehrer am Schelztor-Gymnasium in Esslingen am Neckar, wurde er 1984 Assistent bei Hans Martin Müller an der Evangelisch-Theologischen Fakultät der Universität Tübingen. In dieser Zeit fertigte er seine von Eberhard Jüngel betreute Dissertation In dem Anfang war das Wort. Studien zu Luthers Sprachverständnis an, mit der er 1990 zum Dr. theol. promoviert wurde. 1991 schloss Beutel sein Vikariat in Kirchentellinsfurt mit der Zweiten kirchlichen Dienstprüfung ab und wurde ordiniert. Von 1991 bis 1998 lehrte und forschte er als Akademischer Rat an der Evangelisch-theologischen Fakultät der Universität Tübingen, seine Habilitation erfolgte 1995 mit einer Arbeit über Georg Christoph Lichtenberg. Seit 1998 ist er Professor für Kirchengeschichte mit dem Schwerpunkt Reformation, neuere und neueste Kirchengeschichte an der Evangelisch-theologischen Fakultät der Universität Münster. Von 2008 bis 2010 fungierte er als Dekan, einen Ruf an die Universität Tübingen erhielt er 2009, entschied sich jedoch zum Verbleib in Münster.

## Forschung
Beutel beschäftigt sich insbesondere mit den Themenfeldern Reformation, Martin Luther, der Kirchen- und Theologiegeschichte des 20. Jahrhunderts sowie der theologischen Aufklärung, einen Schwerpunkt legt er auf die Erforschung des Neologen Johann Joachim Spalding, zu dem er 2001 ein Editionsprojekt in Münster ins Leben rief.

## Mitgliedschaften
Beutel ist unter anderem seit 2010 Mitglied der Nordrhein-Westfälischen Akademie der Wissenschaften und der Künste und gehört dem Vorstand der Luther-Gesellschaft an. Er ist stellvertretender Vorsitzender der Wissenschaftlichen Gesellschaft für Theologie und Mitveranstalter des Arbeitskreises „Religion und Aufklärung“.

## Werke

### Selbständige Veröffentlichungen
- In dem Anfang war das Wort. Studien zu Luthers Sprachverständnis (= Hermeneutische Untersuchungen zur Theologie. Bd. 27). Mohr, Tübingen 1991, ISBN 3-16-145709-9 (Unveränderte Studienausgabe. ebenda 2006, ISBN 978-3-16-149081-1), (Zugleich: Tübingen, Universität, Dissertation, 1989).
- Martin Luther (= Beck'sche Reihe. Autorenbücher. Bd. 621). Beck, München 1991, ISBN 3-406-35047-X (2., verbesserte Auflage als: Martin Luther. Eine Einführung in Leben, Werk und Wirkung. Evangelische Verlags-Anstalt, Leipzig 2006, ISBN 978-3-374-02410-0).
- Lichtenberg und die Religion. Aspekte einer vielschichtigen Konstellation (= Beiträge zur historischen Theologie. Bd. 93). Mohr, Tübingen 1996, ISBN 3-16-146570-9 (Zugleich: Tübingen, Universität, Habilitations-Schrift, 1995).
- Protestantische Konkretionen. Studien zur Kirchengeschichte. Mohr Siebeck, Tübingen 1998, ISBN 3-16-146856-2.
- Aufklärung in Deutschland (= Die Kirche in ihrer Geschichte. Ein Handbuch. Bd. 4, Lfg. O, 2). Vandenhoeck & Ruprecht, Göttingen 2006, ISBN 3-525-52365-3.
- Reflektierte Religion. Beiträge zur Geschichte des Protestantismus. Mohr Siebeck, Tübingen 2007, ISBN 978-3-16-149219-8.
- Kirchengeschichte im Zeitalter der Aufklärung. Ein Kompendium (= UTB. Theologie, Religion 3180). Vandenhoeck & Ruprecht, Göttingen 2009, ISBN 978-3-8252-3180-4.
- Gerhard Ebeling. Eine Biographie. Tübingen 2012.
- Spurensicherung. Studien zur Identitätsgeschichte des Protestantismus. Mohr Siebeck, Tübingen 2013, ISBN 978-3-16-152660-2.
- Erich Klapproth – Kämpfer an den Fronten. Das kurze Leben eines Hoffnungsträgers der Bekennenden Kirche. Mohr Siebeck, Tübingen 2019, ISBN 978-3-16-157028-5, URN:nbn:de:101:1-2020121109044411473963

### Herausgeberschaften
Beutel ist Herausgeber der Zeitschrift für Theologie und Kirche (ZThK), des Lutherjahrbuchs (LuJ), der Theologen-Handbücher (ThHB), der Beiträge zur historischen Theologie (BHTh) sowie der Edition Johann Joachim Spalding: Kritische Ausgabe (SpKA). Er ist Mitherausgeber der Arbeiten zur historischen und systematischen Theologie (AHST) sowie der Theologischen Literaturzeitung (ThLZ). 
- mit Volker Drehsen und Hans Martin Müller: Homiletisches Lesebuch. Texte zur heutigen Predigtlehre. Katzmann, Tübingen 1986, ISBN 3-7805-0434-0.
- Martin Luther: Briefe an Freunde und an die Familie. Beck, München 1987, ISBN 3-406-32054-6.
- mit Volker Drehsen: Zur Freiheit befreit. Predigten über Rechtfertigung. (Hans Martin Müller zum 60. Geburtstag). Katzmann, Tübingen 1989, ISBN 978-3-7805-0446-3.
- mit Renate Kath: Hans Martin Müller: Gegenwärtiges Christentum. Beiträge zu Kirche und Gemeinde. Vandenhoeck & Ruprecht, Göttingen 1993, ISBN 3-525-60388-6.
- mit Volker Drehsen: Wegmarken protestantischer Predigtgeschichte. Homiletische Analysen. (Festschrift für Hans Martin Müller zum 70. Geburtstag). Katzmann, Tübingen 1999, ISBN 3-7805-0458-8.
- mit Thomas Kaufmann und Hermann Timm: Wider den Augsburger Rechtfertigungsvertrag. Voten evangelisch-protestantischer Hochschullehrer (= Streit um die Texte zur Rechtfertigungslehre. Bd. 21 = Epd-Dokumentation 1999, Nr. 43, 11. Oktober 1999). epd, Frankfurt am Main 1999.
- Emanuel Hirsch: Geschichte der neuern evangelischen Theologie. Im Zusammenhang mit den allgemeinen Bewegungen des europäischen Denkens (= Emanuel Hirsch: Gesammelte Werke. Bd. 5–9). 5 Bände. Neu herausgegeben und eingeleitet. Spenner, Waltrop 2000, ISBN 3-933688-32-9.
- mit Tobias Jersak: Johann Joachim Spalding: Briefe an Gleim. Lebensbeschreibung (= Johann Joachim Spalding: Kritische Ausgabe. Abteilung 1: Schriften. Bd. 6: Kleinere Schriften. 2). Mohr Siebeck, Tübingen 2002, ISBN 3-16-147809-6.
- Emanuel Hirsch: Die Theologie des Andreas Osiander und ihre geschichtlichen Voraussetzungen (= Emanuel Hirsch: Gesammelte Werke. Bd. 4). Mit einer Einführung von Gottfried Seebaß. Neu herausgegeben. Spenner, Waltrop 2003, ISBN 3-933688-90-6.
- mit Dennis Prause: Johann Joachim Spalding: Vertraute Briefe, die Religion betreffend. (1 1784, 2 1785, 3 1788) (= Johann Joachim Spalding: Kritische Ausgabe. Abteilung 1: Schriften. Bd. 4). Mohr Siebeck, Tübingen 2004, ISBN 3-16-148145-3.
- mit Volker Leppin: Religion und Aufklärung. Studien zur neuzeitlichen „Umformung des Christlichen“ (= Arbeiten zur Kirchen- und Theologiegeschichte. Bd. 14) Evangelische Verlags-Anstalt, Leipzig 2004, ISBN 3-374-02182-4.
- Luther Handbuch. Mohr Siebeck, Tübingen 2005, ISBN 3-16-148266-2 (2. Auflage. (= UTB. Theologie 3416). Mohr Siebeck, Tübingen 2010, ISBN 978-3-8252-3416-4).
- mit Tobias Jersak: Johann Joachim Spalding: Gedanken über den Werth der Gefühle in dem Christenthum. (1 1761; 2 1764; 3 1769; 4 1773; 5 1784) (= Johann Joachim Spalding: Kritische Ausgabe. Abteilung 1: Schriften. Bd. 2). Mohr Siebeck, Tübingen 2005, ISBN 3-16-148143-7.
- mit Daniela Kirschkowski und Dennis Prause: Johann Joachim Spalding: Die Bestimmung des Menschen. (1 1748, 2 1748, 3 1749, 4 1752, 5 1754, 6 1759, 7 1763, 8 1764, 9 1768, 10 1774, 11 1794) (= Johann Joachim Spalding: Kritische Ausgabe. Abteilung 1: Schriften. Bd. 1). Mohr Siebeck, Tübingen 2006, ISBN 3-16-148973-X.
- mit Volker Leppin und Udo Sträter: Christentum im Übergang. Neue Studien zu Kirche und Religion in der Aufklärungszeit (= Arbeiten zur Kirchen- und Theologiegeschichte. Bd. 19). Evangelische Verlags-Anstalt, Leipzig 2006, ISBN 3-374-02396-7.
- mit Olga Söntgerath: Johann Joachim Spalding: Neue Predigten. (1 1768, 2 1770, 3 1777) (= Johann Joachim Spalding: Kritische Ausgabe. Abteilung 2: Predigten. Bd. 2). Mohr Siebeck, Tübingen 2008, ISBN 978-3-16-149709-4.
- mit Winfried Böttler: „Unverzagt und ohne Grauen“. Paul Gerhardt, der „andere“ Luther (= Beiträge der Paul-Gerhardt-Gesellschaft. Bd. 4). Frank & Timme, Berlin 2008, ISBN 978-3-86596-187-7.
- Protestantismus in Preußen. Lebensbilder aus seiner Geschichte. Band 1: Vom 17. Jahrhundert bis zum Unionsaufruf 1817. Hansisches Druck- und Verlags-Haus, Frankfurt am Main 2009, ISBN 978-3-86921-000-1.
- mit Volker Leppin, Udo Sträter und Markus Wriedt: Aufgeklärtes Christentum. Beiträge zur Kirchen- und Theologiegeschichte des 18. Jahrhunderts (= Arbeiten zur Kirchen- und Theologiegeschichte. Bd. 31). Evangelische Verlags-Anstalt, Leipzig 2010, ISBN 978-3-374-02790-3.
- mit Olga Söntgerath und Verena Look: Johann Joachim Spalding: Barther Predigtbuch. Nachgelassene Manuskripte (= Johann Joachim Spalding: Kritische Ausgabe. Abteilung 2: Predigten. Bd. 5). Mohr Siebeck, Tübingen 2010, ISBN 978-3-16-150574-4.
- mit Reinhold Rieger: Religiöse Erfahrung und wissenschaftliche Theologie. Festschrift für Ulrich Köpf zum 70. Geburtstag. Mohr Siebeck, Tübingen 2011, ISBN 978-3-16-150692-5.
- Martin Luther: Den Menschen nahe. Briefe an Freunde und an die Familie. Evangelische Verlags-Anstalt, Leipzig 2011, ISBN 978-3-374-02885-6.